# Emiliano Fernández Prado
Emiliano Fernández Prado (Gijón, Asturias, 10 de septiembre de 1956) es un escritor y político español. 

## Biografía
En su juventud estudió en el Instituto Jovellanos (Gijón). Licenciado en Filología Española, en las especialidades de Lengua Española (1978) y Literatura Española (1979) por la Universidad de Oviedo. Profesor de Enseñanza Media (desde 1980), impartía clases en el IES Calderón de la Barca, de Gijón hasta el año 2016. 
En el año 1975 ingresó en el Partido Socialista Español y fue elegido vocal de la Comisión Ejecutiva Federal en el XIII Congreso de las Juventudes Socialistas de España (1977), cargo que ocupó durante un breve período (1977-1978).
Fue director general de Cultura de la Comunidad Autónoma del Principado de Asturias (1984-1988) y Diputado de la Junta General del Principado de Asturias en la III Legislatura (1991-1995), desempeñando el cargo de Secretario del Grupo Parlamentario del PSOE.
Especializado en la reflexión teórica sobre la intervención del Estado en la cultura, es autor de la obra "La política cultural. Qué es y para qué sirve" (Trea, Gijón, 1991).
Coeditor, con Nieves Trabanco de "Hyle. Ser sueño en España" de Raoul Hausmann.
Ha sido editor literario de la obra poética de Basilio Fernández López (Premio Nacional de Poesía, 1992) desde su primera edición ("Poemas 1927-1987") hasta la reciente aparición de su "Poesía completa".

## Obras literarias
- Un ideal extraño, LLibros del Pexe, Gijón, 1994
- Escenas de la guerra contra Sertorio, Trea, Gijón, 2000
- Almas no del todo despiertas, Ed. del autor, Gijón, 2003
- Cuando pase este oscurecimiento, Edición del autor, Gijón, 2006
- En clase, Edición del autor, Gijón, 2008
- Purificación, Edición del autor, Gijón, 2012

## Traducciones
- Historia y poderes de lo escrito de Henri-Jean Martin, Trea, Gijón, 1999
- Briggflatts, de Basil Bunting (Emiliano Fernández y Faustino Álvarez, tr.). Impronta, Gijón, 2021. ISBN: 978-84-123719-5-6